# Louis Sébastien Gavarret
Louis Sébastien Philippe Gavarret est un homme politique français né le 14 juillet 1791 à La Sauvetat (Gers) et mort le 23 mars 1881 à Condom (Gers).

## Biographie
Avocat à Condom, il est député du Gers de 1831 à 1833, siégeant dans l'opposition de gauche. Conseiller général, il préside le banquet de Condom en 1847. Il est de nouveau député du Gers de 1848 à 1851, siégeant avec les républicains modérés.

## Sources
- « Louis Sébastien Gavarret », dans Adolphe Robert et Gaston Cougny, Dictionnaire des parlementaires français, Edgar Bourloton, 1889-1891 [détail de l’édition]